# Kotheben
Kotheben ist ein Gemeindeteil der Gemeinde Waffenbrunn im Landkreis Cham des Regierungsbezirks Oberpfalz im Freistaat Bayern.

## Geografie
Kotheben liegt am Münchsbach 2 Kilometer nordwestlich von Waffenbrunn und 1 Kilometer östlich der Bundesstraße 22. 500 Meter nordwestlich von Kotheben mündet der Lohbach in den Münchsbach. Der Lohbach entspringt 1 Kilometer nördlich von Kotheben im Münchsbachholz. Östlich von Kotheben erhebt sich der 486 Meter hohe Münchsbachberg.

## Geschichte
Kotheben (auch: Katheber, Koteben) hatte 1752 1 Anwesen.
1808 wurde die Verordnung über das allgemeine Steuerprovisorium erlassen. Mit ihr wurde das Steuerwesen in Bayern neu geordnet und es wurden Steuerdistrikte gebildet. Dabei kam Kotheben zum Steuerdistrikt Katzberg. Der Steuerdistrikt Katzberg umfasste die Orte Katzberg, Elsing, Rhanwalting, Kotheben, Wackerling.
1821 wurden im Landgericht Cham Gemeinden gebildet. Diese Gemeinden stimmten zunächst mit den Steuerdistrikten überein. Katzberg wurde patrimonialgerichtische Gemeinde. 1821 wurde jedoch die Gemeindebildung überarbeitet. Es wurde nun darauf Wert gelegt, dass die Gemeindeteile zur selben Pfarrei gehörten. Landgerichtische Orte und patrimonialgerichtische Orte wurden getrennt. Große Steuerdistrikte wurden in kleinere Gemeinden aufgeteilt. Bei diesem Prozess entstanden sehr viele kleinere Gemeinden, darunter auch die Gemeinde Rhanwalting mit den Ortschaften Elsing, Kotheben, Rhanwalting, Wackerling. Bei der Gebietsreform in Bayern wurde 1972 die Gemeinde Rhanwalting zerschlagen und auf die Gemeinden Waffenbrunn, Pemfling (Elsing) und Cham (Wackerling) aufgeteilt. Rhanwalting und Kotheben wurden in die Gemeinde Waffenbrunn eingemeindet.

## Pfarreizugehörigkeit
Kotheben gehörte zunächst zur Pfarrei Pemfling, dann zum Schlossbenefizium Waffenbrunn. 1923 wurde Kotheben der neu gegründeten Pfarrei Waffenbrunn zugeteilt. 1997 hatte Kotheben 11 Katholiken.

## Einwohnerentwicklung ab 1838
| Jahr | Einwohner | Gebäude |
| ---- | --------- | ------- |
| 1838 | 10        | 1       |
| 1861 | 10        | 5       |
| 1871 | 7         | 4       |
| 1885 | 8         | 2       |
| 1900 | 5         | 1       |
| 1913 | 8         | 1       |

| Jahr | Einwohner | Gebäude |
| ---- | --------- | ------- |
| 1925 | 7         | 1       |
| 1950 | 9         | 2       |
| 1961 | 8         | 2       |
| 1970 | 11        | k. A.   |
| 1987 | 10        | 2       |
| 2011 | 4         | k. A.   |